# Gschnitztal

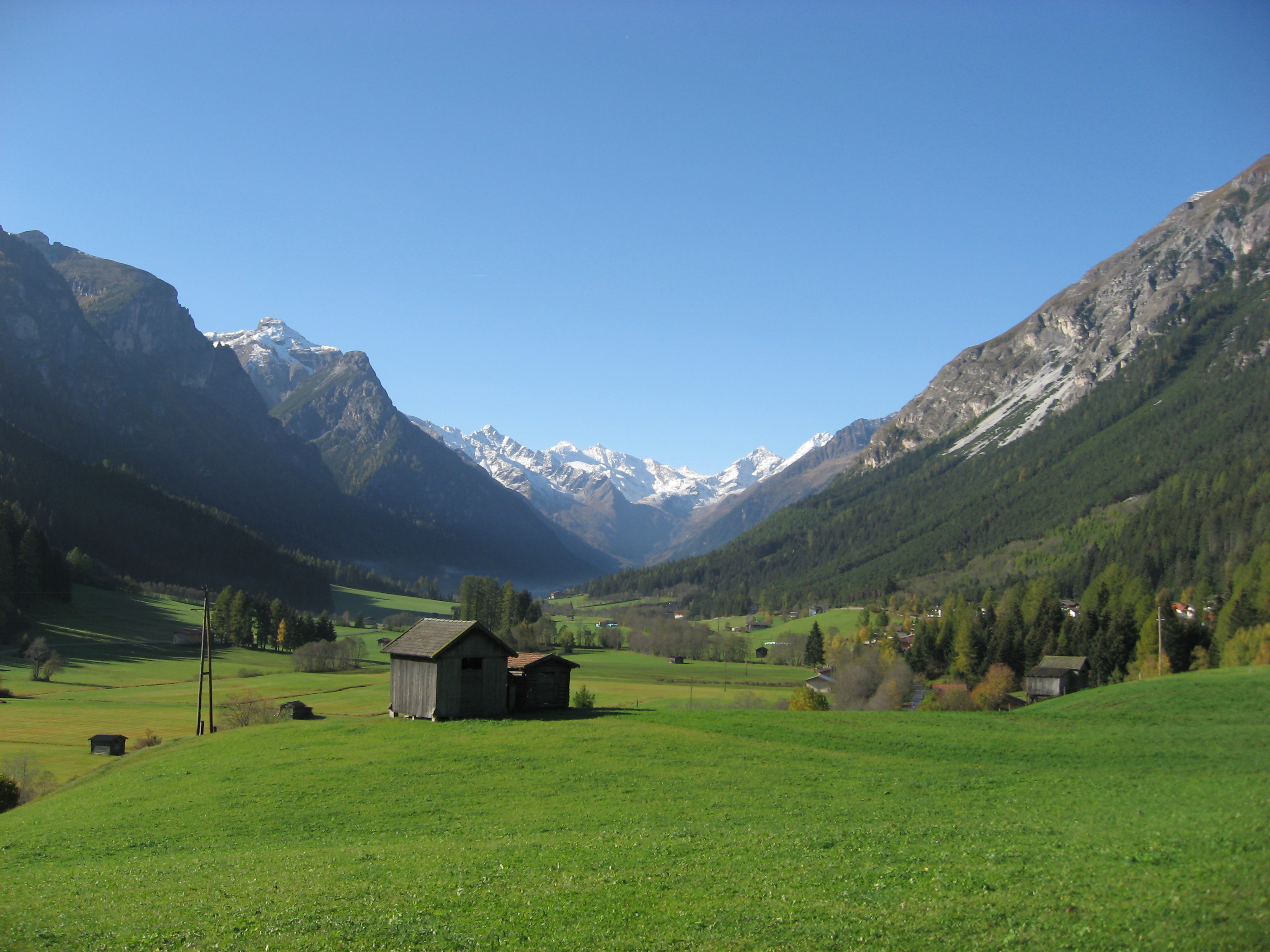
Talabschluss des Gschnitztals (2006)

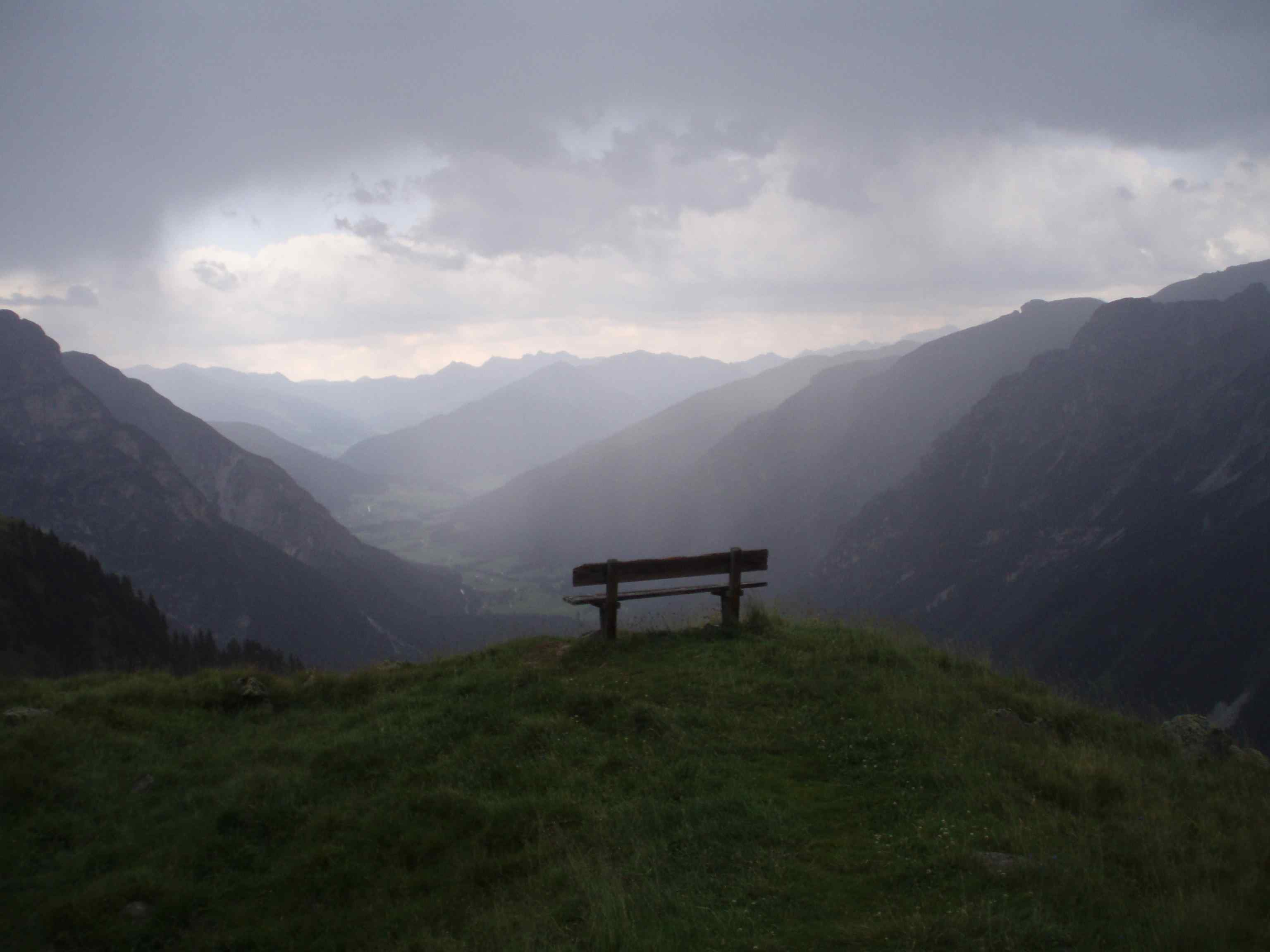
Gewitterstimmung mit Blick ins Gschnitztal unterhalb der Innsbrucker Hütte (2009)

Das Gschnitztal ist ein westliches, linkes Seitental des Tiroler Wipptals in Österreich. Es zweigt bei Steinach am Brenner ab. 

## Naturraum
Die Gebirgslandschaft des breiten Trogtals ist geprägt durch die Kombination von Bergflanken aus Ötztal-Stubai-Kristallin (meist Paragneis und Glimmerschiefer) in der hintere Hälfte des Tales und oberostalpinen paläozoischen Decken (meist Quarzphyllit). Zusätzlich sitzen Kalk- und Dolomitgipfeln (wie die Tribulaune oder die Kirchdachspitze) des Brenner-Mesozoikums auf. Das Tal wird vom Gschnitzbach durchflossen, der in Steinach in die Sill mündet. Markante Berge sind der 3.277 m hohe Habicht an der Grenze zum Stubaital, der 2.976 m hohe Gschnitzer Tribulaun und der 3.097 m hohe Pflerscher Tribulaun.
Das Gschnitztal und insbesondere der 2.241 m hohe Blaser bei Trins gilt aufgrund des geologischen Untergrundes als sehr blumenreich. Am Blaser legte der Botaniker Anton Kerner von Marilaun eine botanische Versuchsanstalt an, aber auch weitere Botaniker wie Richard Wettstein besuchten regelmäßig das Gschnitztal. Man geht davon aus, dass die Bastard-Aurikel ursprünglich aus dem Gschnitztal stammt. Sie wurde von dort von Johann Aicholz nach Wien mitgenommen und von Carolus Clusius das erste Mal beschrieben und anschließend in Belgien und Holland für Gärten gezüchtet.
Die Moränen des Gschnitztals sind wichtige Anzeiger der alpinen Gletscherstände in der Nacheiszeit (Holozän) und wurden bzw. werden auch als Referenz für diverse glaziologische Abhandlungen herangezogen. Sehr gut ausgeprägt ist die Trinser Moräne. Sie dient als Typlokalität für das Gschnitz-Stadium. Albrecht Penck und Eduard Brückner zeigten dadurch, dass die letzte Kaltzeit (Würm) nicht kontinuerlich ablief und von mehreren Rückzügen und Vorstößen der Gletscher begleitet wurde. Mehrere Toteislöcher (wie der Krotenweiher westlich der Trinser Moräne) zeugen vom ehemaligen Gletscher. Die rezenten Gletscher Padreilferner, Habichtferner und Simmingferner sind heute im Verschwinden begriffen oder bereits Toteisfelder.
Der Großteil des Tales steht seit 1984 unter Landschaftsschutz (LSG Serles-Habicht-Zuckerhütl und LSG Nösslachjoch-Obernberger See-Tribulaune). Es bestehen mit den blumenreichen und artenreichen Padeilemähder (Natura 2000), dem Oberlawieswald und dem Trinser Moränenwall weitere strengere Schutzgebiete.

## Siedlungsraum und Tourismus

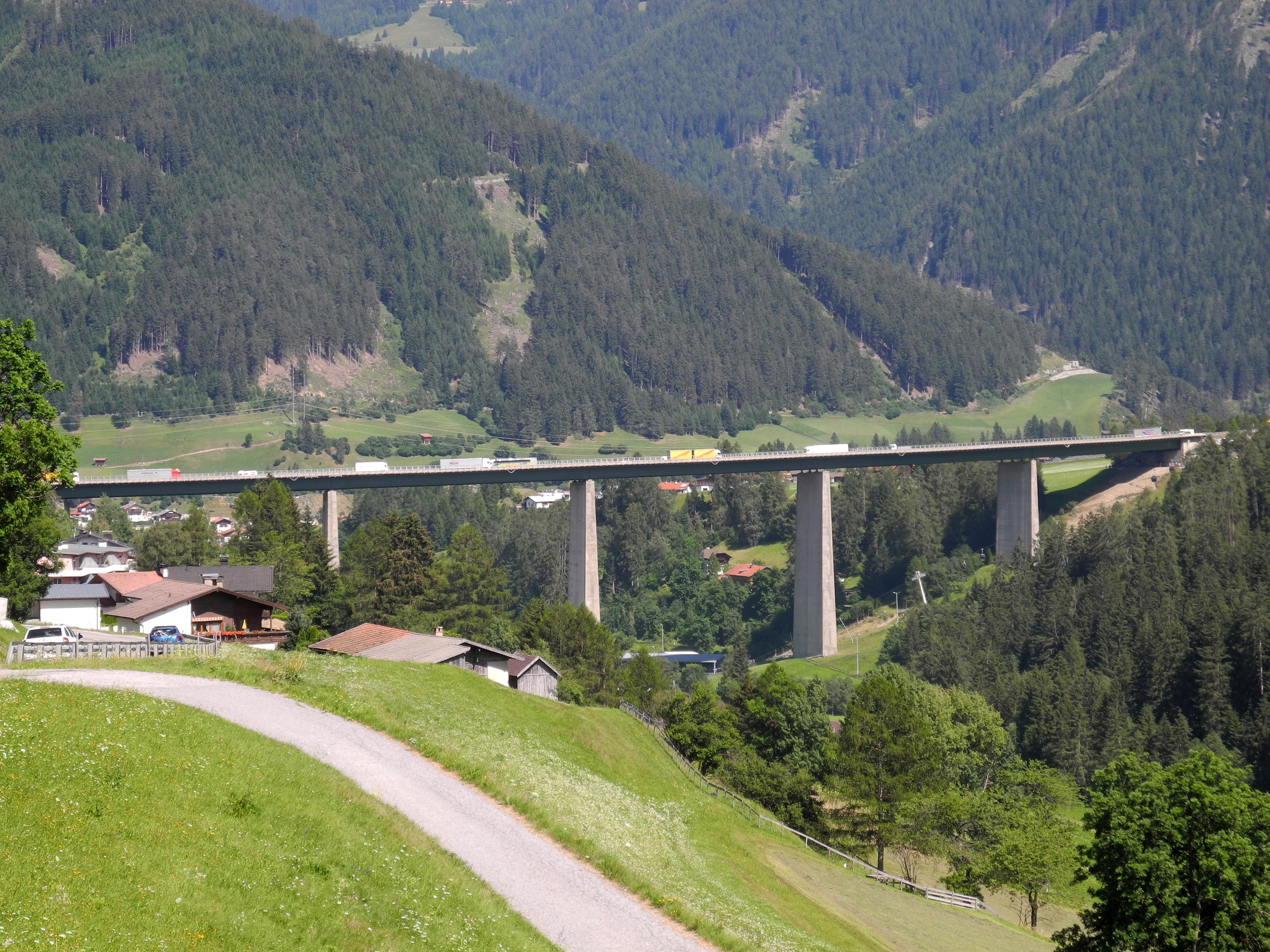
Gschnitztalbrücke

Die Gschnitztalstraße durchläuft das Gschnitztal. Am Taleingang überquert sie die 674 m lange Gschnitztalbrücke der nach Süden laufenden Brennerautobahn. Von dort verläuft sie mit einer maximalen Steigung von 11 % über Trins (bei km 4,5) und Gschnitz (km 11,5) Richtung Talschluss, der durch die Laponesalm (1472 m) gebildet wird. Die Straße endet bereits in Obertal (1281 m, Busendhaltestelle beim Gasthof Feuerstein), wo der Sandesbach, von Süden (rechts) kommend, in den Gschnitzbach mündet. 

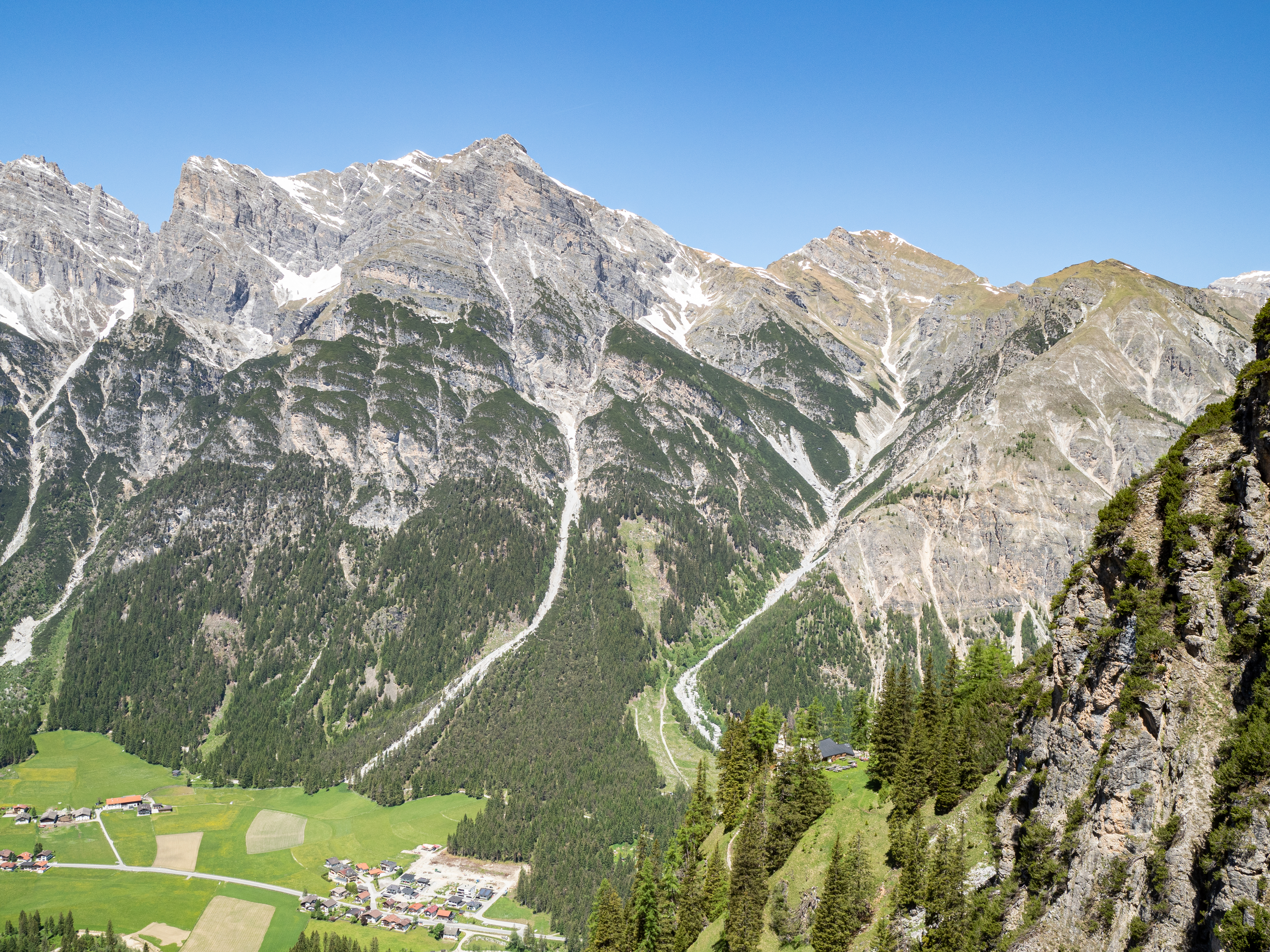
Sankt Magdalena mit Blick auf Kirchdachspitze in der Mitte

Während für Trins die eng zusammengeschachtelte rätoromanische Bauweise typisch ist, kennzeichnet Gschnitz die bajuwarische Siedlungsform von weit verstreuten Häusern. Die Siedlungsform in Trins ist auf die Besiedelung von Knappen zurückzuführen, in Gschnitz auf einzelne Schwaighöfe. Kulturhistorisch ist besonders die romanische Wallfahrtskirche St. Magdalena mit ihren Fresken aus dem 13. Jahrhundert hervorzuheben.
Das Gschnitztal ist Teil der Bergsteigerdörfer-Initiative des ÖAV. Der Tourismus begann zwar bedingt durch die Brennerbahn und dem 1867 errichtetem Bahnhof Steinach früh, ist aber heute eher gering ausgeprägt. Ähnlich wie im Valsertal, Schmirntal oder Obernbergtal ist er entsprechend kleinstrukturiert und sehr naturnah. Wichtig sind vor allem die fünf alpinen Hütten (Blaserhütte, Padasterjochhaus, Innsbrucker Hütte, Bremer Hütte, österr. Tribulaunhütte/Tribulaunhaus). Die Hütten dienen auch als Stützpunkte für die Gschnitztaler Hüttentour, bei welcher das gesamte Tal umrundet wird.